# Taifa de Mértola
A Taifa de Mértola foi uma pequena taifa muçulmana surgida em Alandalus por volta de 1033, a partir da desintegração do Califado de Córdova. Perdurou até 1044, ano em que foi conquistada por Almutadide da Taifa de Sevilha. A Taifa de Mértola estendia-se ao longo de ambas as margens do rio Guadiana, na zona oriental do actual distrito português de Beja, em torno da cidade de Mártula (Mārtulah), a actual Mértola.

## Segunda taifa

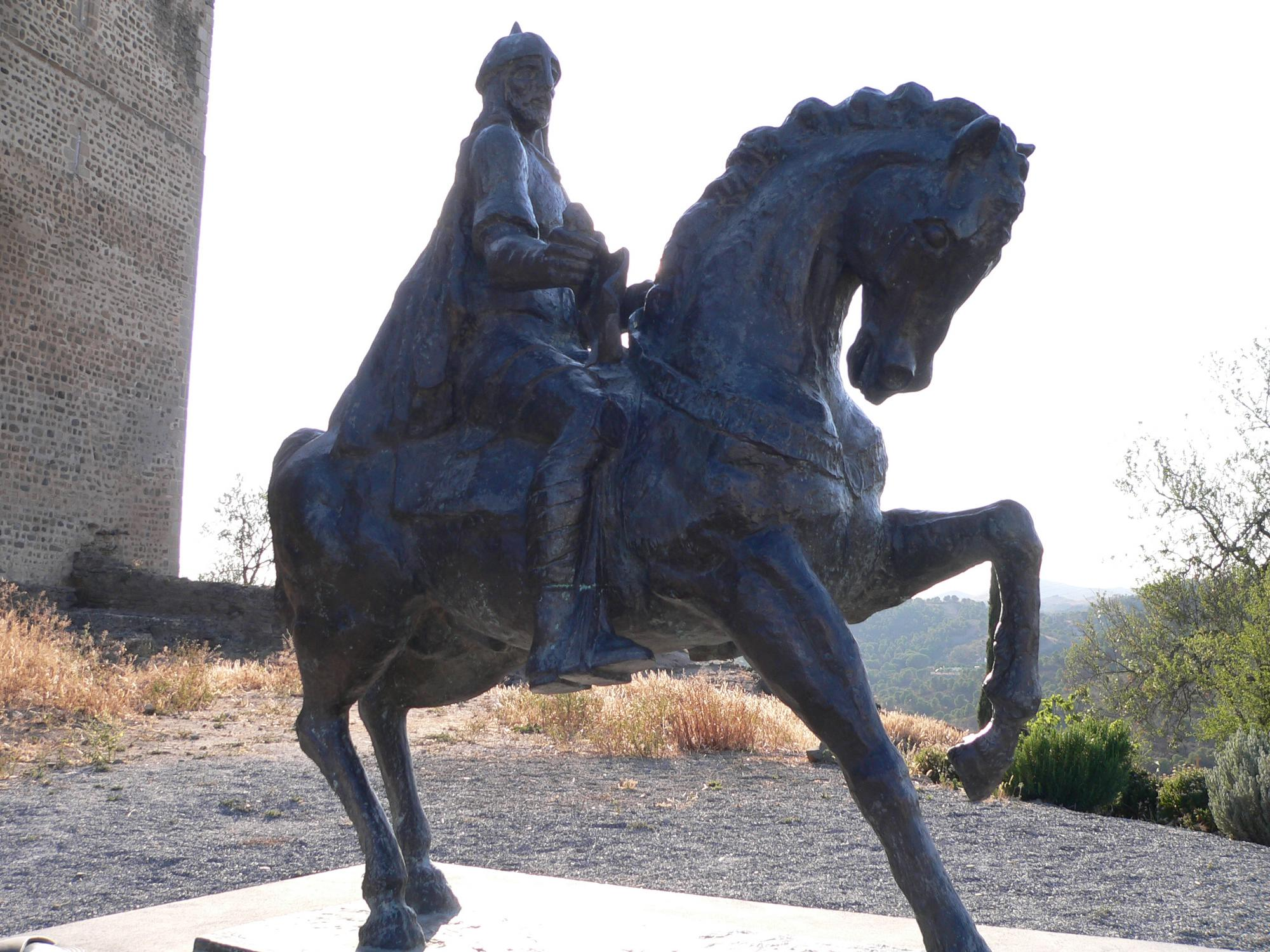
Estátua de Ibn Qasi, Senhor de Mértola, junto ao castelo da cidade

Durante o segundo período de taifas, após a queda do Império Almorávida, surgiu de novo em Mértola uma taifa independente que durou de 1144 a 1151, com um breve período de interregno em que esteve anexada à Taifa de Badajoz. Dado que Ibne Cassi foi proclamado imame, neste período o taifa é tecnicamente o "Imamato de Mértola".